# 139 Jueva
139 Jueva (mednarodno ime 139 Juewa) je velik in zelo temen asteroid v glavnem asteroidnem pasu. Kaže značilnosti dveh tipov asteroidov (tipa S in tipa T) .

## Odkritje
Asteroid je odkril kanadsko - ameriški astronom James Craig Watson (1838 – 1880) 10. oktobra 1874 . Jueva je prvi asteroid, ki je bil odkrit na kitajskem ozemlju. Odkritje je bilo opravljeno v Pekingu. Odkritelj je bil na Kitajskem zaradi opazovanja prehoda Venere preko Sončeve ploskve. Med pripravami na opazovanje je Watson odkril nov asteroid. Po odkritju je svojim gostiteljem predlagal, da mu dajo tudi ime. Imenovali so ga 瑞華星, kar pomeni »kitajska zvezda sreče«.

## Lastnosti
Asteroid Jueva obkroži Sonce v 4,65 letih. Njegova tirnica ima izsrednost 0,173, nagnjena pa je za 10,902° proti ekliptiki. Njegov premer je 156,6 km, okoli svoje osi pa se zavrti v 20,991 h . 
Verjetno je sestavljen iz enostavnih ogljikovih snovi.